# Rothneyia fortispina
Rothneyia fortispina là một loài tò vò trong họ Ichneumonidae.